# Vindue
Et vindue er en lysåbning i væg eller tag på en bygning. Vinduer er som regel forsynet med glas eller termoruder og der findes også det såkaldte intelligente glas.
Etymologien fortæller, at vinduer oprindelig var små glugger til ventilation og regulering af træk til et ildsted – og stammer fra det gamle nordiske ord vindauga (vindr=vind + auga=øje), som i øvrigt fortsat anvendes på norsk og islandsk. Det engelske ord ‘window' er lånt fra nordisk.
Det vandrette område umiddelbart under vinduet kaldes i almindelig tale for en vindueskarm, men benævnes bundstykke (den side der vender ind i rummet hvorpå der ofte står blomster) blandt fagfolk og kan udformes i mange forskellige materialer, heriblandt træ, marmor og plastik. Den side der vender ud mod det fri benævnes sålbænk og kan være lavet af tegl, beton, plast, klinker eller metal (typisk zink). Den del af vinduet, der sømmes eller skrues fast til væggen kaldes karmen og den del af vinduet der kan åbnes kaldes rammen. Hvis vinduet er opdelt i felter (som f.eks. et dannebrogsvindue) kaldes den faste lodrette del for en lodpost og den faste vandrette del for en vandpost. Dannebrogsvinduet har fire rammer som også kan være inddelt i felter, disse inddelinger både lodrette og vandrette kaldes sprosser.
Et vindue har 3 hovedfunktioner:
1. At lukke lys og luft ind i rummet
2. At skærme imod vejrliget: vind, væde og varme/kulde
3. At tillade folk at blive evakueret ud i tilfælde af brand (redningsvinduer)

## Vindues konstruktion
I de ældste danske kirker, opført ca. 1000, blev vinduesåbningen udhugget i én egeplanke.
Glas vandt dog først indpas 1500-tallet i Danmark, det indledningsvis af besparelseshensyn ofte kun anvendt til nederste ruder, til de øveste anvendtes papir, op af mod 1990 tallet er dansk vindues tradtion stadig klassisk dannebrogsvinduer med anverfere og stormkroge samt en først i 1950 erne blev opfundet en ny process til produktion af planglas, kaldet floatglas, der gjorde det billigere at producere nemmere forarbejdning, bedre kvalitet end tidligere. Termoruden/2lag glas er faktisk opfundet 1900

## Vinduesramme materialer
I dag fremstilles vinduesrammer i forskellige materialer:

### Træ
Det oprindelige vindue var fremstillet af træ, og der fremstilles stadig mængder af trævinduer.
- Fordele: Relativt enkelt af bearbejde. Enkelt at montere beslag i. Rart at røre ved. Karm/ramme kan fremstilles af slanke profiler, det tillader meget lysindfald.

- Ulemper: Besværligt vedligehold, skal males oftere på udvendig side samt besvær ved beskæring omkring ruder og beslag. Ved forkert udformning, dårlig vedligehold eller forkert valg af maling, opstår der let råd i et trævindue.

### Træ/aluminium
Denne type vinduer er på stærk fremmarch. Der findes to typer. Et hvor hovedparten af vinduet er træ med en skal af aluminium (alu) på udvendig side, samt et hvor hovedparten er alu med en skal af træ på indvendig side. Hvilken type der er bedst, er vanskeligt at bedømme, men det er vigtigt, at der etableres ventilation imellem de to materialer. Ellers kan vanddamp ophobes bag på aluminiummet og give anledning til råd i træet.
- Fordele: Rart at røre ved (trædelen). Enkelt vedligehold, ingen eller næsten ingen maling af den udvendige side, alu'en er færdigmalet med polyestermaling fra fabrik. Relativ enkel montering af beslag. Slanke profiler.
- Ulemper: Ved forkert udformning kan der opstå råd i trædelen samt at der kan opstå kuldebroer med tilhørende dug eller vandproblemer på den indvendige side. Hvis aluminiummet beskadiges er det lidt vanskeligt at reparere.

### Plast
Plastvinduet havde sin storhedstid, da det side/bundhængte "dreje/kip"-vindue blev introduceret. De ekstruderede profiler kommer hovedsagelig fra Tyskland.
- Fordele: Rent plastmateriale derfor ingen råd. Ingen eller næsten ingen vedligehold.
- Ulemper: Komplekst beslag med mange enkeltdele der kan gå ud af justering, med en fastlåst eller helt løs ramme til følge (dreje/kip). Kraftige profiler der "stjæler" af lysindfald. Stor udvidelseskoefficient, hvilket kan give problemer ved solopvarmning af vinduet.

### Aluminium
Rene aluminiumsvinduer anvendes fortrinsvis til bygninger med forretninger eller industri. Der findes uisolerede profiler og isolerede profiler. De uisolerede anvendes udelukkende inde i bygninger som facader i butikker i indkøbscentre eller lignende. De isolerede profiler anvendes mest til vinduer, karnapper og tagvinduer.
- Fordele: Rent metal derfor ingen råd. Ingen eller næsten ingen vedligehold.
- Ulemper: Ubehageligt koldt at røre ved. Kan skabe problemer med kondens på indvendig side. Ret sårbar overfor mekanisk påvirkning.

|                                |
| Tagvindue set med synligt lys. |

| |
| Tagvindue set med termisk-IR kamera. Der hvor der er størst varmeledning er der koldest på kamerabilledet. |

## Historie
I nordiske oldtidshuse, hvor der var udelt rum helt op under taget, hed den del, der omsluttedes af tagfladerne, vinden. På den søndre side sad en lysåbning: vindøjet. Da vind og stue skiltes med et gulv, blev stuen mørk. Den havde vel altid haft små glugger eller kighuller lukkede med skydelem eller træpropper. Nu blev de første gjort større, og da glasset kom i brug, sattes en lille rude ind i lemmens midte. I mange sprog låntes til disse åbninger det latinske navn fenestra (det lysgivende), dog ikke i dansk og norsk, plattysk og engelsk. I ufredens tider var disse åbninger et svagt punkt under angreb på huset. De var kun lukkede med en hinde, og man undgik derfor at sætte dem i ydervægge. Endnu har nogle gamle bondegårde alle vinduer vendt ind mod gårdspladsen. Således også i den antikke tid. Her tjente vinduet nok så meget til at skaffe luft som til at give lys. Foruden hensyn til forsvar spillede glassets kostbarhed også en rolle ved vinduets størrelse, så at man med en vis ret kan sige, at jo mindre vindue i et hus, desto ældre er det.
Det var i kirkerne, at de første glasruder sås, fordi glasmageriet efter Romerrigets sammenbrud gik over til kirkens varetægt. Alexandria havde før kejsertiden været hovedsæde for glasindustri, der i Ægypten var ældgammel. Der pustedes og støbtes glas, og da de støbte ruder fremkom i 17. århundrede i Frankrig, var det kun et genfund.
Romerne havde drivhuse med glasruder. I Pompeji er fundet vinduesrammer med bronzesprosser og forvridere til ruder på 60 cm, i South Darent (Kent), i ruiner af en romersk villa, rester af smukt malede ruder. Men den antikke kunstflid måtte delvis genopfindes til kirkens brug. I det 11. århundrede var dette helt fuldbyrdet, og Theofilus, presbyter og munk, skrev sit berømte værk om kirkelig kunstflid, der er så udtømmende og præcist, at det må støtte sig til erfaringer fra romertiden.
Kirken var længe ene om at have glasruder. 1195 forærede ærkebiskop Absalon to glergluggar til Skalholt Kirke. De har været små og har vist siddet i selve tømmerstokkene således som i Villers Klosterkirke (Vogeserne), hvor glasglugger sidder i den faste mur uden trærammer, eller indfattede i stenplader, som i vindueslysningerne træder i stedet for lemme af træ.
I Danmark er fra romansk tid bevaret en i en lodret planke udsavet vinduesåbning fra Framlev Kirke, men også levninger af trærammer med brogede glas fra andre kirker.
Da glas blev billigere og nåede uden for borge og kirker, faldt det ind under massefabrikation. Blysprosserne blev trukne på maskiner, vinder, de gamle krumlinede mønstre lagdes af og erstattedes af ruder og firkanter samt deres kombinationer. Glasmaleriet indskrænkedes til et midtparti med navne, våben eller emblemer. Det skænkedes blandt andet til venner, der byggede sig hus. Når fornemme herrer fik "ølsind", gik de rundt og slog deres venners malede ruder itu. Dagen efter, når de havde sovet ud, bestilte de ny til erstatning. Christian 4. slog 1599 vinduer itu hos apotekeren i Bergen. Gyldenløve gjorde 1665 det samme ved tolderen Peder Pedersen, hos hvem han var gæst. Han lod sætte ny med sit og Marie Grubbes våben og navne. Christian 5. slog Niels Juels vindue itu, og senere oversekretær Schultz' på Ulfeldts Plads.
Overgangen fra klosterværksted til håndværkerarbejde kan i Frankrig sættes i 14. århundredes sidste halvdel, og den foregik omtrent samtidig i flere lande. I 1380 fik kong Karl 5. malede ruder i sit palæ i Paris. 1436 havde alle gode huse i Basel glasruder. 1500 fik Zürichs rådhus lignende; før var de af tøj. Samtidig kom de klare ruder til Norden. 1497 fandtes glarmesterlav i Flensborg; i København omtales et lignende 1549. I England havde Westminster vinduer med sækkelærred endnu 1291. Endnu ved år 1500 brugtes i dette land olieret papir og lærred, afstreget i ruller, som skulle ligne fornemme folks vinduer af glas. Glasruder blev mere almindelige under Henrik 8. 1413 sattes olieret lærred i borgen Montpensiers vinduer i anledning af hertuginden af Berrys besøg. 1467 bestilte hertugen af Bourgogne endnu papirsruder. 1553 fandt Felix Platter lutter papirsruder i Montpellier. Mlle de Montpensier sov 1649 på det ny slot i St. Germain i et værelse, hvor der slet ingen ruder var. I Spanien havde mange gamle offentlige bygninger endnu trælemme i vinduer i begyndelsen af det 20. århundrede.
Oprindelig havde glasruder været små som spillekort, således endnu på Charlottenborg i 17. århundrede. Billeder maledes på sådanne endnu ved år 1800 i Holsten på gammel vis. Under Frederik 4. kom større glas og træsprosser. I Frankrig var vinduer blevet store under Ludvig 14. og kunne nå fra gulv til loft. Således stod det til omtrent til år 1900, da sprosserne i alt fald i butiksruderne forsvandt, og rammerne kun fik ét stykke glas, til sidst kun ét i hele lysningen. Den første hele butiksrude kom i 1850'erne i handskemager Thaarups vindue på Østergade 59.
Til trods for, at moderne bygningskonstruktioner kan laves helt i beton, stål og brudsikkert glas, har traditionelle vinduer overlevet. Vinduet er kommet for at blive.